# Luo Lingyuan

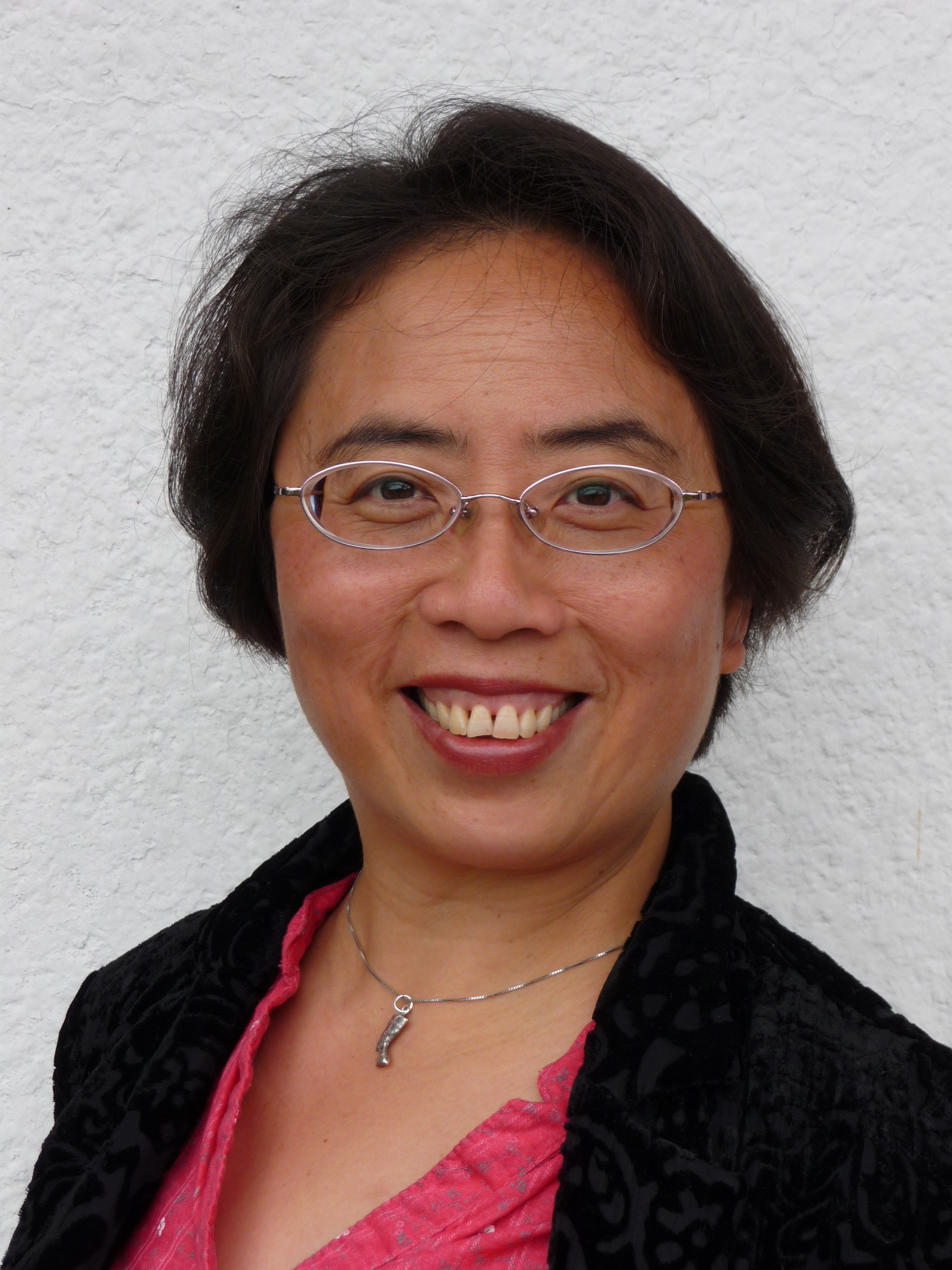
Luo Lingyuan (2011)

Luo Lingyuan (chinesisch 罗令源; * 1963 in der Volksrepublik China) ist eine deutsch-chinesische Schriftstellerin.

## Leben
Luo studierte Journalismus und Computerwissenschaften in Shanghai und lebt seit 1990 in Berlin. Sie veröffentlicht seit 1992 auf Deutsch und Chinesisch Beiträge in Zeitschriften und Anthologien sowie Romane.
2007 wurde Luo Lingyuan mit dem Förderpreis des Adelbert-von-Chamisso-Preises ausgezeichnet. 2017 erhielt sie den Erfurter Stadtschreiber-Literaturpreis. Sie erhielt 2020 das Alfred-Döblin-Stipendium der Akademie der Künste Berlin.

## Werke
In ihrem Buch Du fliegst jetzt für meinen Sohn aus dem fünften Stock! beschreibt sie in Erzählungen die Schicksale meist junger Menschen, die unter der Brutalität der Verhältnisse und der Willkür von selbstherrlichen Beamten leiden müssen. Einige Geschichten handeln auf dem Land, andere in den aufstrebenden Wirtschaftsmetropolen im Süden Chinas.
Die chinesische Delegation ist der teils komische, teils bittere Bericht über den Zusammenprall zweier Kulturen: Eine Gruppe von chinesischen Funktionären und Wirtschaftsführern fährt in 19 Tagen durch halb Europa. Dabei kommt es zu einem heftigen Konflikt zwischen dem tyrannischen Delegationsleiter und der jungen Reiseleiterin, die schon länger im Westen lebt.
Ende 2008 erschien der Roman Die Sterne von Shenzhen, der im Jahr 1997 spielt und am Beispiel des jungen, ehrgeizigen Unternehmers Dai beschreibt, wie das ehrliche Bemühen um Wohlstand für alle und demokratische Lebensformen in einem Rechtsstaat durch Kriminalität, Korruption und bürokratische Willkür beschädigt und untergraben werden. Obwohl Dai zunächst scheitert und sein Betrieb (auch wegen seiner eigenen Hybris) in den Bankrott getrieben wird, ist dieses Werk zu Recht „ein hoffnungsvoller Roman“ genannt worden.
In ihrem Roman Wie eine Chinesin schwanger wird von 2009 besucht die Fotografin Tingyi mit ihrem deutschen Freund Robert ihre Eltern in China. Diese wünschen sich so sehr ein Enkelkind, dass sie zum Schrecken von Tingyi alle Hebel in Bewegung setzen, um das junge Paar zum Zeugen von Nachwuchs zu bewegen.
In einem Berliner Chinarestaurant spielt der Roman Das Mädchen, der Koch und der Drache, der 2013 erschien: Eine junge Frau soll gezwungen werden, eine Beziehung zu einem Mafiaboss einzugehen, um ihre Familie zu retten.
Auch in ihrem Roman von 2019, Die chinesische Orchidee, steht eine starke Frau im Mittelpunkt: Die schöne und vitale Arbeiterin Su Lifei will um jeden Preis gesellschaftlich aufsteigen und lässt sich deshalb auf Liebesaffären mit mächtigen Politikern ein. Schon bald verfügt sie über viel Geld und Einfluss, verstrickt sich aber zunehmend in ein Netz aus Vorteilnahme und Korruption, das ihr zum Verhängnis zu werden droht.
Der Roman Sehnsucht nach Shanghai (2021) beschreibt die chinesischen Jahre der amerikanischen Schriftstellerin Emily Hahn, die 1935 aus Abenteuerlust, Liebeskummer und Neugier nach Shanghai kam, die Geliebte eines jungen chinesischen Lyrikers, Essayisten und Verlegers aus reicher Familie wurde, ein Buch über die drei berühmten Soong-Schwestern schrieb und erst mitten im Zweiten Weltkrieg nach Amerika zurückkehren konnte. Luo Lingyuan schöpft aus einer Fülle von chinesischen und amerikanischen Quellen, und ihre einfühlsame, oft auch sehr witzige Darstellung der ungewöhnlichen Liebesgeschichte von Emily Hahn und Shao Xunmei ist nicht nur ein weiteres Beispiel einer interkulturellen Beziehung, sondern auch eine wichtige Erinnerung an die amerikanisch-chinesische Waffenbrüderschaft im Zweiten Weltkrieg.
Der auto-fiktionale Roman Das fragile Glück der Harmonie (2022) ist eine Liebesgeschichte. Er beschreibt die Umstände, unter denen die Autorin im Jahr 1990 von Shanghai nach Deutschland gekommen ist, und den harten Neuanfang in Berlin.
Der Roman Das Mädchen und der Tod (2024) beschreibt die dramatische Kreuzung der Lebenswege einer chinesischen Studentin in Deutschland und eines geltungssüchtigen jungen Mannes, der zum Gewalttäter wird. Die Handlung beruht auf dem Mordfall Li Yangjie, das 2016 in Dessau stattfand.

## Bibliographie
- Du fliegst jetzt für meinen Sohn aus dem fünften Stock!. Erzählungen, dtv, München 2005, ISBN 978-3-423-24451-0.
- Die chinesische Delegation. Roman, dtv, München 2007, ISBN 978-3-423-24565-4.
- Nachtschwimmen im Rhein. Erzählungen, dtv, München 2008, ISBN 978-3-423-24629-3.
- Die Sterne von Shenzhen. Roman, dtv, München 2008, ISBN 978-3-423-24689-7.
- Wie eine Chinesin schwanger wird. Roman, dtv, München 2009, ISBN 978-3-423-24744-3.
- Das Mädchen, der Koch und der Drache. Roman, Quadriga Verlag, Berlin 2013, ISBN 978-3-86995-050-1.
- Gelbe Seide. Erzählungen, Ostasien Verlag, Großheirath 2018, ISBN 978-3-946114-53-6.
- Die chinesische Orchidee. Roman, Louisoder Verlag, München 2019, ISBN 978-3-944153-52-0.
- Sehnsucht nach Shanghai. Roman, Ebersbach & Simon Verlag, Berlin 2021, ISBN 978-3-86915-247-9.
- Das fragile Glück der Harmonie. Roman, Secession Verlag, Berlin 2022, ISBN 978-3-96639-066-8.
- Das Mädchen und der Tod. Roman, Secession Verlag, Berlin 2024, ISBN 978-3-96639-101-6.

Mehrere ihrer bereits vergriffenen Werke wurden als E-Book im WandTiger Verlag neu aufgelegt.